# Equitable Building (Atlanta 1892)
Equitable Building fue un edificio de gran altura en 30 Edgewood Avenue SE, en la ciudad de Atlanta, Georgia (Estados Unidos). Medía 35,9 m de altura y tenía ocho pisos.

## Historia
El Equitable Building fue construido para Joel Hurt, un destacado desarrollador de Atlanta y magnate de los tranvías. Fue diseñado en estilo Escuela de Chicago por Burnham and Root de Chicago, la firma establecida por el arquitecto nacido en Georgia John Wellborn Root y su socio Daniel Hudson Burnham. El Equitable Building fue el rascacielos más alto del estado (sin incluir el Capitolio del Estado) hasta 1897, cuando fue superado por el Flatiron Building. Es considerado el primer rascacielos de la ciudad.
El edificio fue demolido en 1971 y en su lugar fue construido el Trust Company of Georgia Building.